# Battaglia di Hormozdgan
La battaglia di Hormozdgan (riportata anche nelle forme Hormizdagan e Hormozgan) rappresentò lo scontro decisivo per le sorti dell'odierno Iran che venne combattuto tra le dinastie degli Arsacidi e dei Sasanidi il 28 aprile 224. La vittoria sasanide comportò la scomparsa dell'impero partico, il quale esisteva da circa cinque secoli, e coincise con l'inizio della parentesi sasanide.

## Contesto storico
Intorno al 208, Vologase VI succedette a suo padre Vologase V come sovrano dell'impero arsacide. Egli regnò come sovrano incontrastato dal 208 al 213, ma in seguito fu coinvolto in una lotta dinastica con suo fratello Artabano IV, il quale nel 216 godeva del controllo della maggior parte dell'impero e del riconoscimento come sovrano supremo da parte dell'impero romano. Artabano IV si scontrò presto con l'imperatore romano Caracalla nell'ambito della battaglia di Nisibi del 217, la quale terminò con un esito inconcludente. Ne seguì pace tra i due imperi che venne siglata l'anno successivo, ai sensi della quale gli Arsacidi preservavano la maggior parte della Mesopotamia. Tuttavia, Artabano IV beneficiava ancora del sostegno necessario per presentarsi come rivale di suo fratello Vologase VI, tanto che continuò a coniare monete e a non abbandonare le sue pretese. Nel frattempo, la famiglia sasanide stava acquisendo un ruolo di spessore nella propria provincia natale, il Pars, ed era riuscita grazie alle campagne del principe Ardashir I a sottomettere militarmente dapprima le regioni vicine e, in seguito, anche territori più lontani come il Kerman. All'inizio, le attività di Ardashir I non destarono particolare allarme per Artabano IV, ma quando notò che la politica espansiva dei rivali sasanidi stava proseguendo decise infine di affrontarlo su un campo di battaglia.

## La battaglia

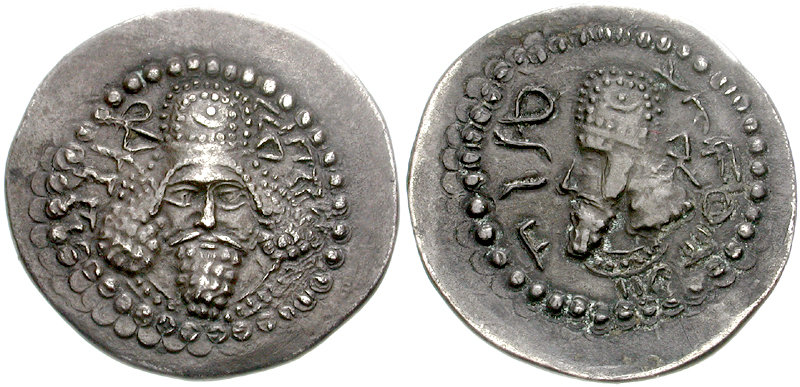
Moneta di Ardashir I in veste di re del Pars

Non si conosce l'esatta posizione del luogo dove avvenne la battaglia. La cronaca araba Nihayat al-arab afferma che la battaglia si svolse a bʾdrjʾan o bʾdjʾn, che lo storico scandinavo Geo Widengren ha tradotto con *Jurbadhijan (Golpayegan). Si tratta tuttavia di un'ipotesi improbabile, se si tiene conto che Ardashir I si trovava nei dintorni di Kaskar prima della battaglia. Secondo un'opera incompiuta dello storico medievale Bal'ami, lo scontro accadde a Khosh-Hormoz, ovvero un altro nome con cui si indica l'importante insediamento di Ram-Hormoz, nei pressi di Arrajan e Ahvaz. Ciò implica che Ram-Hormoz fosse forse un altro termine per indicare Hormozdgan, circostanza che chiarirebbe altresì perché quest'ultimo sito non è menzionato dal geografo islamico mentre il primo è descritto nel dettaglio. La città di Ram-Hormoz esiste ancora oggi e dista 65 km da Ahvaz, che si trova a est «in un'ampia pianura proprio ai piedi delle colline che formano le pendici nord-orientali del monte di Bangestan, compreso nella catena dello Zagros». Secondo lo studioso Alireza Shapour Shahbazi, «la pianura vicina si presta in maniera sorprendente a uno scontro tra cavallerie».

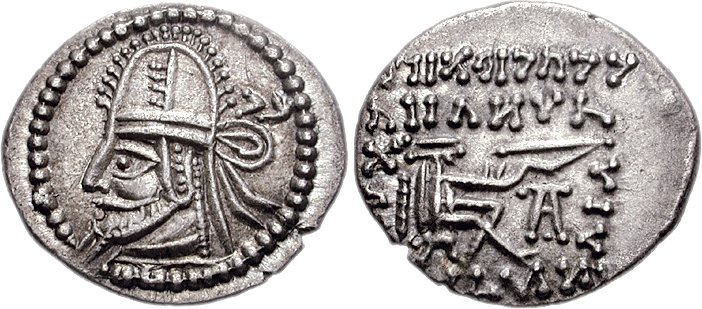
Moneta di Artabano IV (regnante dal 213 al 224)

Stando a Ṭabarī, il cui lavoro si basava probabilmente su fonti sasanidi, Ardashir I e Artabano IV decisero di incontrarsi a Hormozdgan alla fine del mese di Mihr (aprile). Tuttavia, Ardashir I si recò in zona prima del tempo concordato allo scopo di occupare una posizione vantaggiosa nella pianura. Là scavò un fosso con cui contava di difendere se stesso e i suoi soldati; scoprì inoltre la presenza di una sorgente, la quale consentiva di rifornirsi di acqua in maniera rapida. Le forze di Ardashir I contavano 10 000 cavalieri, alcuni dei quali indossavano un'armatura flessibile simile a quella dei Romani. Artabano IV guidava un numero maggiore di truppe, le quali, tuttavia, erano equipaggiati peggio, a causa della scomoda armatura lamellare di cui disponevano. Pure il figlio ed erede di Ardashir I, Sapore, come testimoniato dai bassorilievi sasanidi, prese parte alla lizza. La battaglia fu combattuta il 28 aprile 224, con Artabano IV che venne sconfitto e ucciso; tale evento segnò la fine dell'epoca arsacide e l'inizio di 427 anni di dominio sasanide.

## Conseguenze

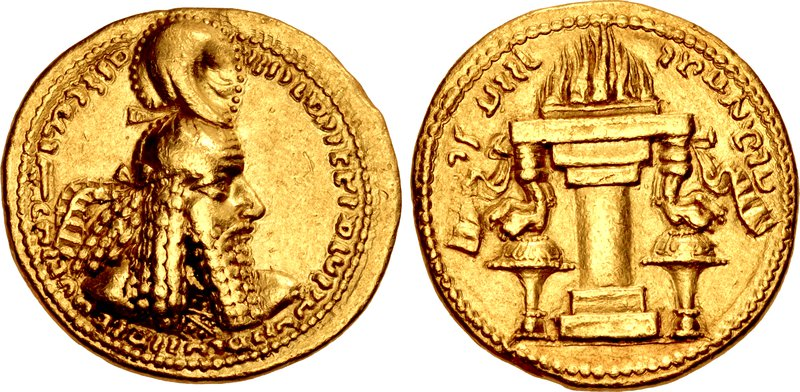
Moneta di Ardashir I come re dei re (r. 224-242)

Il principale scriba (dabir) del defunto re arsacide, Dad-windad, fu giustiziato da Ardashir I in seguito agli scontri. Da allora in poi, Ardashir I assunse il titolo di shahanshah ("re dei re") e avviò il processo di conquista di un'area che sarebbe stata in futuro chiamata Iranshahr (Ērānshahr, letteralmente la terra degli ariani). Il vincitore celebrò il suo trionfo commissionando la realizzazione di due bassorilievi che furono scolpiti nella città reale sasanide di Ardashir-Khwarrah (l'odierna Firuzabad) nella sua terra natale, il Pars. Il primo bassorilievo raffigura tre scene di combattimenti: partendo da sinistra, viene ritratto un aristocratico persiano che cattura un soldato dei Parti, poi Sapore che impala il ministro dei Parti Dad-windad con la sua lancia e infine Ardashir I che scaccia Artabano IV. Il secondo bassorilievo, presumibilmente inteso a ritrarre le conseguenze della battaglia, mostra il trionfante Ardashir I che riceve il sigillo della regalità a ridosso di un tempio del fuoco dal dio supremo zoroastriano Ahura Mazdā, mentre Sapore e altri due principi assistono alla scena da dietro.
Vologase VI fu scacciato dalla Mesopotamia dalle forze di Ardashir I subito dopo il 228. I membri delle principali famiglie aristocratiche partiche, note anche come sette grandi casate, continuarono ad esercitare il potere e l'influenza di cui disponevano in passato, con l'unica differenza che consisteva nella differente dinastia a cui dichiararono la propria fedeltà. L'esercito sasanide (spah) degli albori appariva identico in termini di composizione a quello dei Parti. Più nel dettaglio, bisogna pensare che la maggioranza della cavalleria sasanide era composta dagli stessi nobili partici che un tempo avevano servito gli Arsacidi. Ciò dimostra che i Sasanidi costruirono il loro impero grazie al sostegno di alcune famiglie nobili attive durante la parentesi arsacide, ragion per cui cercarono di richiamare il passato chiamando il proprio dominio "secondo impero persiano". Il lascito dell'impero arsacide non svanì mai del tutto, se si tengono presenti i tentativi compiuti molto tempo dopo la battaglia di Hormozdgan, nel VI secolo, dai membri di nobili discendenze partiche Bahram Chobin e Bistam, i quali alla fine non riscossero successo.

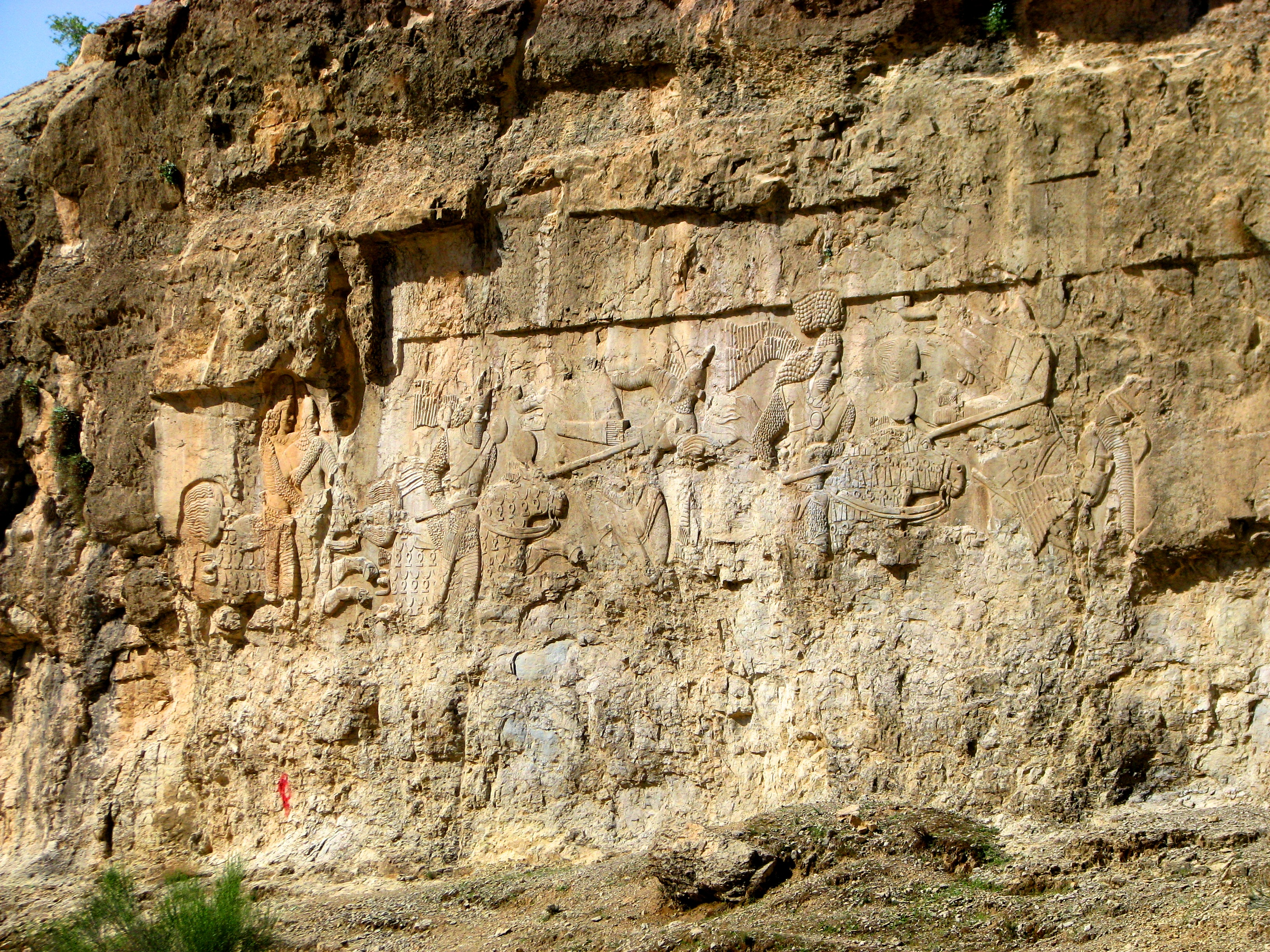
Il bassorilievo che celebra il trionfo di Ardashir I su Artabano IV
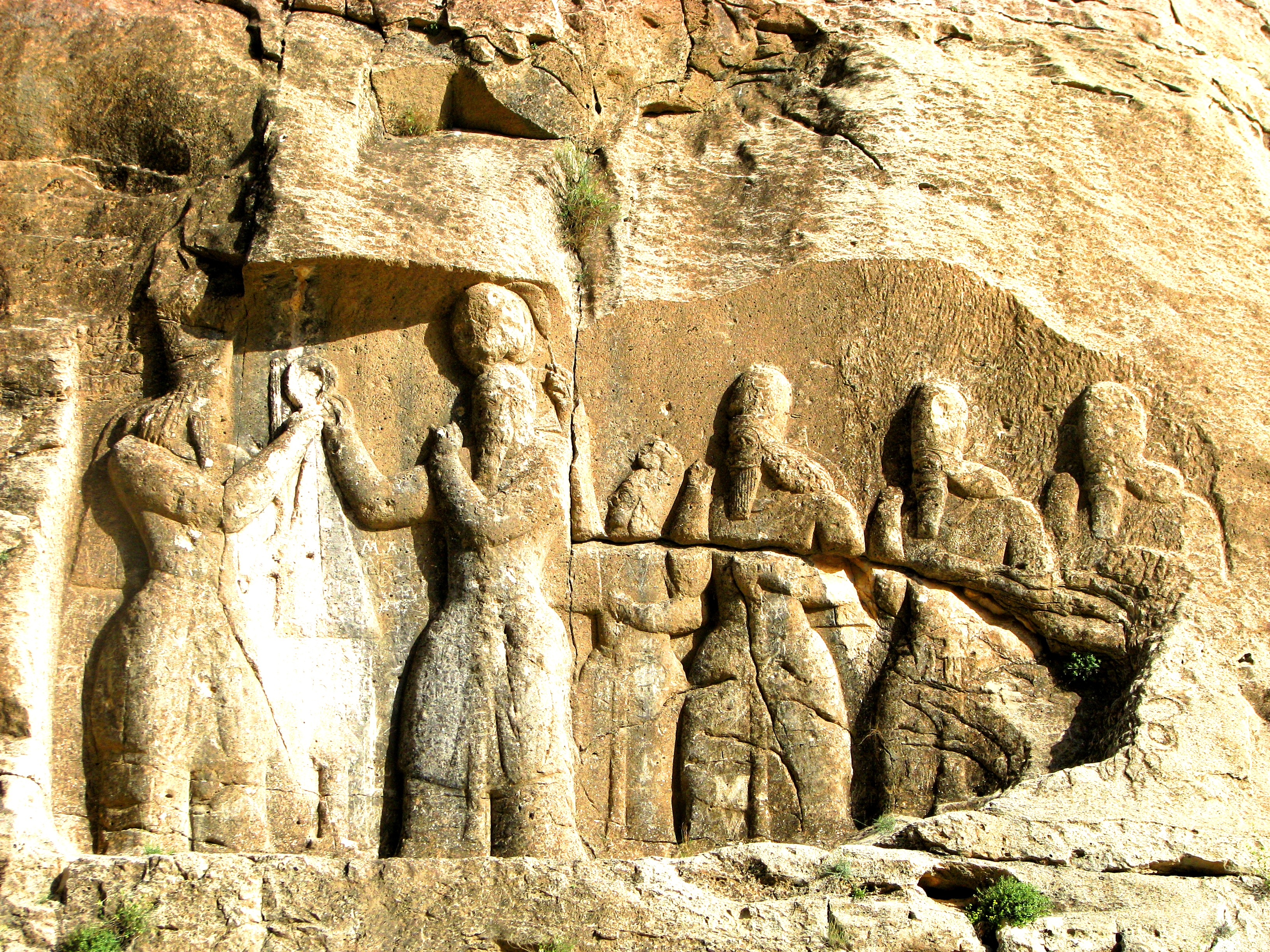
Ardashir I riceve il sigillo della regalità presso un tempio del fuoco dal dio supremo zoroastriano Ahura Mazdā

### Esplicative
1. ↑  Artabano IV veniva erroneamente riportato dagli studiosi più antichi come Artabano V. Per ulteriori informazioni, si veda Schippmann (1986a), pp. 647-650.

### Bibliografiche
1. 1 2 3 4 5 6 7 8 9 10 11 12  Shahbazi (2004), pp. 469-470.
2. 1 2 3 4  Schippmann (1986a), pp. 647-650.
3. 1 2 3  Daryaee (2014), p. 3.
4. ↑  Schippmann (1986b), pp. 525-536.
5. 1 2  Wiesehöfer (1986), pp. 371-376.
6. 1 2 3  Ṭabarī, v. 5, p. 13.
7. ↑  Shahbazi (2002).
8. ↑  Rajabzadeh (1993), pp. 534-539.
9. ↑  Daryaee (2014), pp. 2-3.
10. 1 2 3  Shahbazi (2005).
11. 1 2 3  McDonough (2013), p. 601.
12. ↑  Chaumont e Schippmann (1988), pp. 574-580.
13. 1 2  McDonough (2013), p. 603.
14. ↑  Olbrycht (2016), p. 32.
15. ↑  Shahbazi (1988), pp. 514-522.
16. ↑  Shahbazi (1989), pp. 180-182.

### Fonti primarie
- (EN) Ṭabarī, The History of Al-Ṭabarī, a cura di Ehsan Yar-Shater, vol. 40, Albany, State University of New York Press, 1985-2007.

### Fonti secondarie
- (EN) M.L. Chaumont e K. Schippmann, BalāšVI, in Encyclopaedia Iranica, III, Fasc. 6, 1988,  pp. 574-580.
- (EN) Touraj Daryaee, Sasanian Persia: The Rise and Fall of an Empire, I.B.Tauris, 2014, ISBN 978-08-57-71666-8.
- (EN) Scott McDonough, Military and Society in Sasanian Iran, in Brian Campbell e Lawrence A. Tritle, The Oxford Handbook of Warfare in the Classical World, Oxford University Press, 2013, ISBN 978-01-95-30465-7.
- (EN) Marek Jan Olbrycht, Dynastic Connections in the Arsacid Empire and the Origins of the House of Sāsān, in The Parthian and Early Sasanian Empires: Adaptation and Expansion, Oxbow Books, 2016, ISBN 978-17-85-70208-2.
- (EN) Hashem Rajabzadeh, Dabīr, in Encyclopaedia Iranica, VI, Fasc. 5, 1993,  pp. 534-539.
- (EN) K. Schippmann, Artabanus (Arsacid kings), su Encyclopaedia Iranica, iranicaonline.org, II, Fasc. 6, 1986a,  pp. 647-650.
- (EN) K. Schippmann, Arsacids ii. The Arsacid dynasty, in Encyclopaedia Iranica, II, Fasc. 5, 1986b,  pp. 525-536.
- (EN) A. Shapur Shahbazi, Hormozdgān, in Encyclopaedia Iranica, XII, Fasc. 5, 2004,  pp. 469-470.
- (EN) A. Shapur Shahbazi, Sasanian Dynasty, in Encyclopædia Iranica, 2005.
- (EN) A. Shapur Shahbazi, Šāpur I, in Encyclopaedia Iranica, 2002.
- (EN) A. Shapur Shahbazi, Besṭām o Bendōy, in Encyclopaedia Iranica, IV, Fasc. 2, 1989,  pp. 180-182.
- (EN) A. Shapur Shahbazi, Bahrām VI Čōbīn, in Encyclopaedia Iranica, III, Fasc. 5, Londra e New York, 1988,  pp. 514-522.
- (EN) Joseph Wiesehöfer, Ardašīr I i. History, in Ehsan Yarshater, Encyclopædia Iranica, II/4: Architecture IV–Armenia and Iran IV, Londra e New York, Routledge & Kegan Paul, 1986,  pp. 371-376, ISBN 978-0-71009-104-8.